# فرتس اسمول
فرتس اسمول (انگلیسی: Frits Smol؛ ۶ ژوئیه ۱۹۲۴ – ۱ نوامبر ۲۰۰۶ (aged 82)) ورزشکار واترپلو اهل پادشاهی هلند بود.
وی در مسابقات کشوری و بین‌المللی در مجموع برندهٔ ۱ مدال طلا، ۱ مدال برنز شده‌است.